# シュパンダウ戦犯刑務所

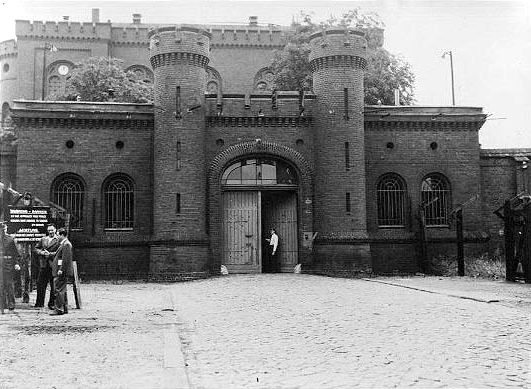
シュパンダウ戦犯刑務所の正面入口、1951年

シュパンダウ戦犯刑務所 (ドイツ語: Kriegsverbrechergefängnis Spandau) は、ドイツ、ベルリンのシュパンダウ区ヴィルヘルムシュタットにかつて存在した刑務所である。1946年から1987年には、第二次世界大戦後に行われたニュルンベルク主要裁判で有罪判決を受けた主要戦犯が服役した。最後の囚人となったルドルフ・ヘスの死去後、1987年に解体、撤去された。
なお3km離れたハーゼルホルストにあるツィタデレ・シュパンダウ（シュパンダウ城塞）と取り違えられることがあるが、無関係である。

## 歴史

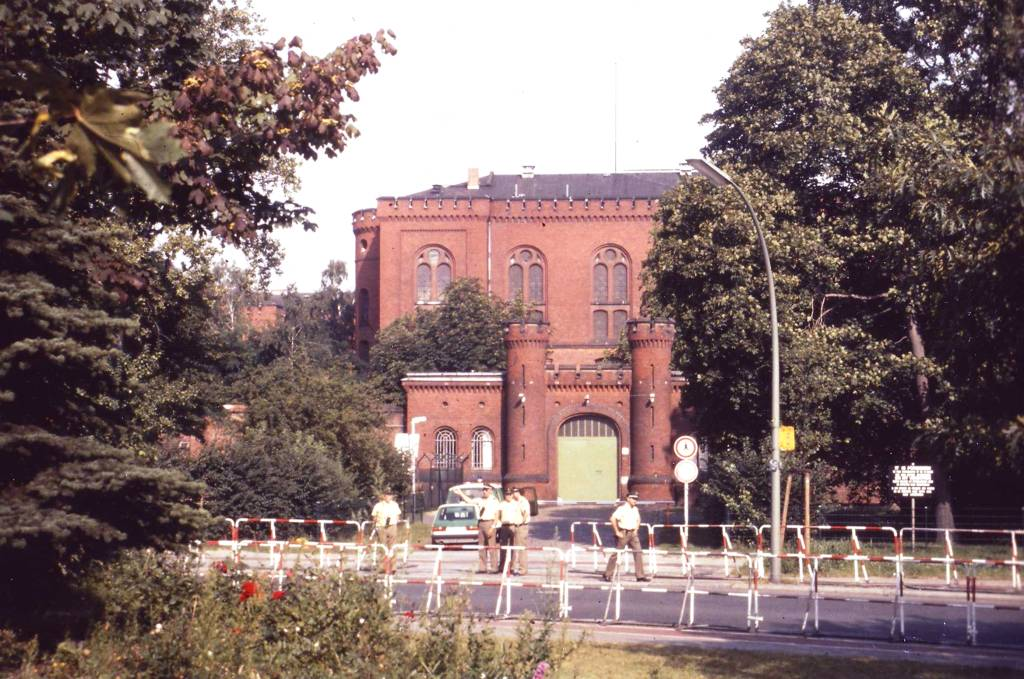
正面入口

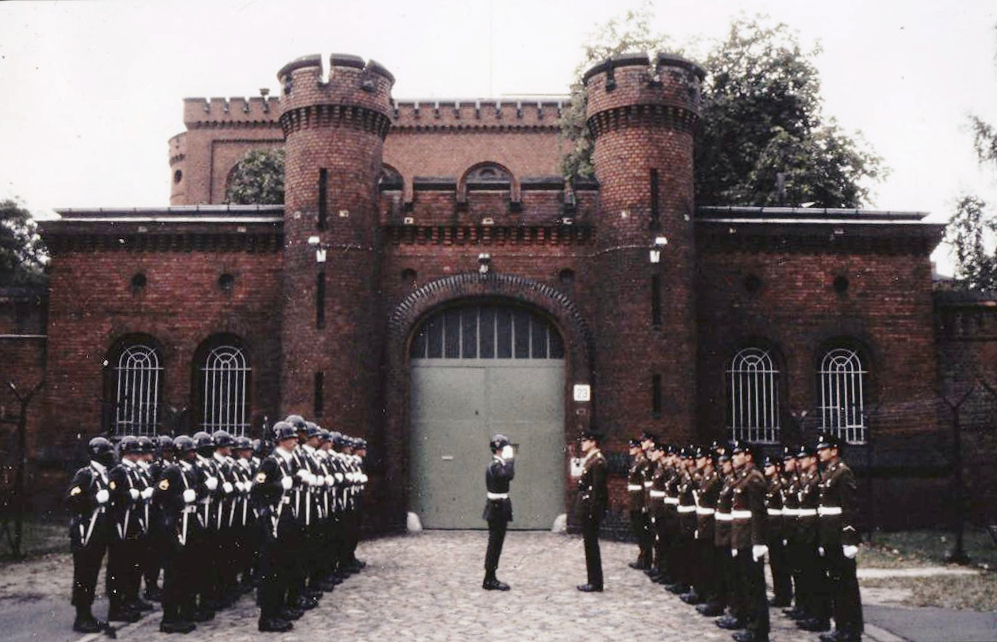
監視兵交代

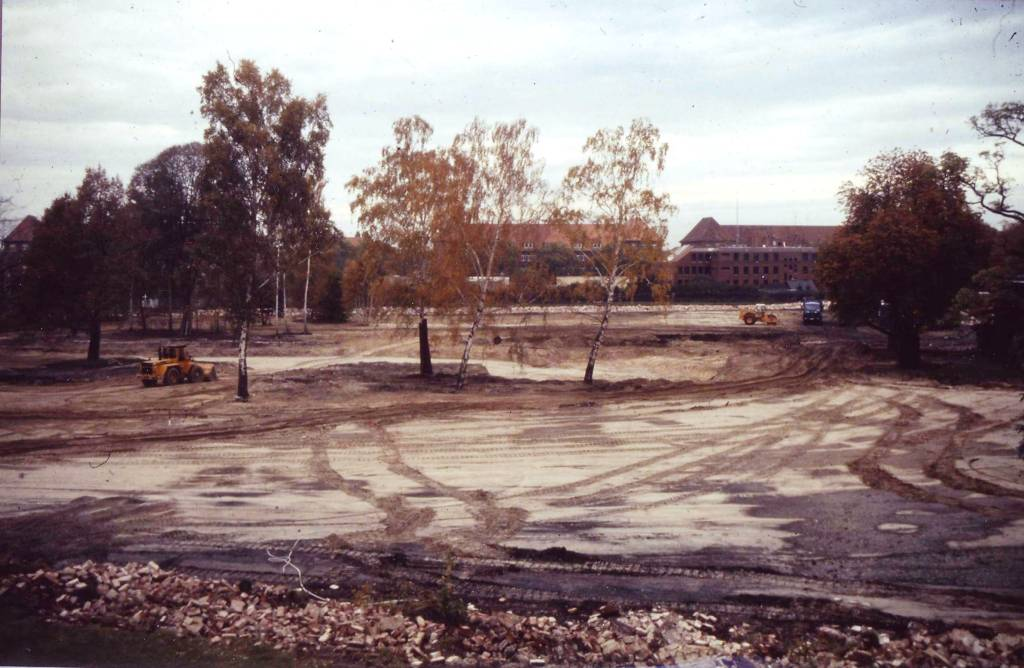
解体後の更地

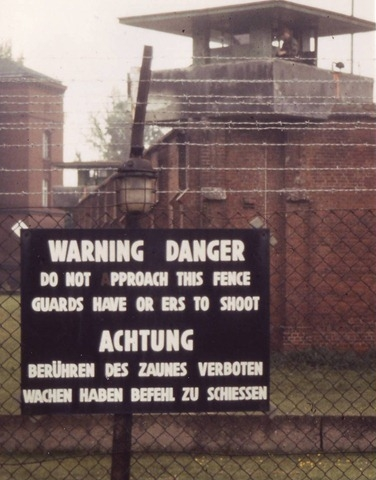
ヴィルヘルム通りの監視塔

1878年から1898年にかけてシュパンダウのヴィルヘルム通りに軍人を対象とした城塞監獄が建設された。有名な囚人には、後にドイツ共産党帝国議会議員となったヴェルナー・ショーレムが挙げられる。歩兵科の一兵卒であるにもかかわらず反戦デモに参加したため、1917年に不敬罪により投獄された。第一次世界大戦後には主に民間人の受刑者が収容された。
1933年の帝国議会議事堂放火事件の後、刑務所は保護拘禁収容所として使用され、反ナチの著名人、エゴン・エルヴィン・キッシュ、カール・フォン・オシエツキーらが収容された。その後、プロイセン州でも組織的に強制収容所が設立されるようになると、囚人の移送が行われた。第二次世界大戦前には、収容者は600人を超えることもあった。
戦後、連合国はニュルンベルク裁判で有罪判決を受けたナチ体制の主要戦犯を収容するため施設を接収した。7人の戦犯が収容され、内4人が刑期を満了した。1966年にアルベルト・シュペーアとバルドゥーア・フォン・シーラッハが釈放されると、終身刑に処されたルドルフ・ヘスが唯一の囚人となった。
ニュルンベルク継続裁判での戦犯はシュパンダウではなく、ランツベルク・アム・レヒのランツベルク刑務所やその他の施設に収容された。
刑務所はイギリス管理地区内にあったが、ベルリン航空安全センターと並び、冷戦中にあっても連合国4か国（アメリカ、イギリス、フランス、ソ連）が共同で運営していた。刑務所の運営は一月ごとに交代で行われており、連合国管理理事会の庁舎に掲げられる国旗で、その時点の運営担当国を知ることができた。
1987年に最後の囚人ルドルフ・ヘスが死去すると、ネオナチによるプロパガンダ目的の悪用を防ぐべく、施設は解体、撤去された。撤去で生じた残骸は全て粉々にした上で北海に撒くなど、痕跡すら残さぬ徹底ぶりであった。敷地はイギリス軍兵舎 Smuts Barracks に隣接し、また軍事施設として立ち入り禁止地区であったため、西側連合国軍人向けに、駐車場付きのショッピングセンター、ブリタニア・センター・シュパンダウが建設された。1994年にイギリス軍がベルリンから撤収すると、様々な企業が商業施設として利用した。2011年には旧ブリタニア・センターの一部撤去が申請された。ショッピングセンターの駐車場には現在も、1950年代に囚人たちが植えた木々が残っている。

## 刑務所施設
刑務所は数百人が収容可能なレンガ造りの建物で、周囲にはいくつもの保安設備が設置されていた。以下に内側から外側の順に挙げる。
1. 5 mの壁
2. 10 mの壁
3. 3 mの電気柵付き壁
4. 有刺鉄線付き柵

この他に監視塔が9基あり、機関銃を装備した監視兵が24時間体制で常駐していた。監視兵は総員60名であった。囚人房は十分な数があったため、各囚人は一房間を空けて収容されていたが、これは壁を叩いての連絡を防ぐためであった。他の囚人房は、刑務所図書館や礼拝堂といった特別な目的に使用された。各房のサイズは約3 m×2.7 m、高さは4 mであった。
刑務所で囚人にとって特別なものは、庭であった。収容人数が少なく、スペースにゆとりがあったため、この場所は当初から囚人たちに割り当てられた。囚人は様々な植物を植えていったが、各人には好みがあった。例えば、カール・デーニッツは豆、ヴァルター・フンクはトマト、アルベルト・シュペーアは花であった。

## 管理
刑務所は連合国4か国が月ごとに交代で管理していた。そのため各国は年に合計3か月担当していた。以下に表にまとめる。
| 担当連合国     | 月  | 月  | 月   |
| -------------- | --- | --- | ---- |
| イギリス       | 1月 | 5月 | 9月  |
| フランス       | 2月 | 6月 | 10月 |
| ソビエト連邦   | 3月 | 7月 | 11月 |
| アメリカ合衆国 | 4月 | 8月 | 12月 |

## 論争
連合国は1946年11月に刑務所を接収し、当初は100人以上の戦犯の収容を想定していた。60名以上の兵士が配置されたが、この他にも連合国4か国のもとに民間人の警備員、4名の刑務所長（各所長には副官が付く）、4名の医師、調理人、通訳、給仕などがいた。これはまったくの過剰配置で、やがて4名の刑務所長、連合国4か国、さらには特に全費用の負担を求められた西ベルリン政府が入り乱れての大論争となった。わずか7人の戦犯のためにこれほどの規模の刑務所を使用することへの論争は、収容者数が減少するにしたがって増大していった。さまざまな提案が行われ、その中には囚人をより大規模な刑務所の一画に移送する、というものから、囚人を釈放した上で自宅監禁にする、というものまであった。論争がその頂点を迎えたのは、シュペーアとシーラッハが釈放され、ルドルフ・ヘスが刑務所で唯一の囚人となった1966年のことであった。なお、前述の提案で実現したものは一つもなかった。

## 刑務所の生活
刑務所での暮らしは、各部が詳細に規定されていた。これは連合国4か国が囚人の到着前に決定したものである。当時の他の刑務所の規則と比べても、シュパンダウの規則は厳しいものであった。家族への手紙は当初は月に手紙1枚に制限された。囚人間の会話、新聞、日記や回顧録の執筆は禁止された。家族との面会は2か月ごとに15分のみに制限された。自殺防止のために夜間、各房には15分おきに房内に電灯の光が当てられた。
厳格な規則の多くは、やがて緩和されるか、刑務所の職員によって無視されるようになった。西側連合国の所長や監視兵は、多くの厳格な規則に繰り返し反対し、その抗議がやむことはなかった。しかしいずれも厳しい取扱いを好むソ連の拒否権により頓挫した。

### 日常
日課は分単位で規定されていた。6時に起床、身だしなみを整え、独房と廊下の掃除、朝食で1日が始まる。その後に庭仕事か封筒貼り。昼食と続く昼休みの後は、庭仕事を続け、17時ごろに夕食。就寝は22時からであった。
毎週月曜日、水曜日、金曜日には髭剃り、また、必要に応じて散髪もされた。
囚人は収容当初の数年の内に、一部職員の黙認のもと、外部との連絡手段を確立していった。囚人に渡された紙は1枚ごとに記録が取られ、所在を検査されたため、秘密の手紙は、そのほとんどがトイレットペーパーに書かれた。
管理がソ連の担当になると、処遇はいつも決まって悪化した。西側連合国による食事は時として非常に手の込んだものであったが、ソ連によるものはいつも同じで、代用コーヒー、パン、スープ、ジャガイモであった。
1960年代初めにソ連の刑務所長が突如として召還されると、状況は徐々に変わっていった。

## 囚人
禁固刑に処された戦犯は、1947年7月18日にシュパンダウに移送された。囚人は順番に番号が与えられ、当初は独房はその番号が表示された。囚人はその番号で呼ばれる決まりであった。
| 囚人番号 | 名前                                 | ナチス時代の官職                                                                   | 判決 | 釈放          | 死去           | 注記                       |
| -------- | ------------------------------------ | ---------------------------------------------------------------------------------- | ---- | ------------- | -------------- | -------------------------- |
| 1        | バルドゥーア・フォン・シーラッハ     | 帝国青少年指導者及びウィーン帝国総督                                               | 20年 | 1966年10月1日 | 1974年8月8日   | 刑期満了                   |
| 2        | カール・デーニッツ                   | 海軍元帥、海軍総司令官、1945年5月に最後の帝国大統領                                | 10年 | 1956年10月1日 | 1980年12月24日 | 刑期満了                   |
| 3        | コンスタンティン・フォン・ノイラート | 1932年から1938年まで帝国外務大臣、1939年から1941年までベーメン・メーレン保護領総督 | 15年 | 1954年11月6日 | 1956年8月14日  | 健康上の理由により早期釈放 |
| 4        | エーリヒ・レーダー                   | 海軍元帥、1943年1月30日まで海軍総司令官                                            | 終身 | 1955年9月26日 | 1960年11月6日  | 健康上の理由により早期釈放 |
| 5        | アルベルト・シュペーア               | 軍備・戦時生産大臣、帝国首都建設総監                                               | 20年 | 1966年10月1日 | 1981年9月1日   | 刑期満了                   |
| 6        | ヴァルター・フンク                   | 帝国経済大臣、帝国銀行総裁                                                         | 終身 | 1957年5月16日 | 1960年5月31日  | 健康上の理由により早期釈放 |
| 7        | ルドルフ・ヘス                       | 1941年まで総統代理                                                                 | 終身 | 1987年8月17日 | 1987年8月17日  | 刑期中死亡（自殺）         |

ナチ指導部内のライバル関係や権力闘争に応じて、囚人たちはグループをつくっていた。アルベルト・シュペーアとルドルフ・ヘスはどこにも与せず、他の囚人から疎まれていた。その理由は、シュペーアはニュルンベルク裁判で保身のためにヒトラーとその側近を批判したため、ヘスは非社交的な人格と、それと分かるほどに精神的に不安定であったためである。海軍元帥であったレーダーとデーニッツは常に行動を共にしていた。1943年にレーダーが海軍総司令官を解任され、その後任がデーニッツとなったことから、不倶戴天の仲と目されていたにもかかわらず、である。フォン・シーラッハとフンクは「無二の仲間 (unzertrennlich)」と評された。フォン・ノイラートは外交官だったということで、皆から好意を持たれ、尊敬されていた。共に過ごした時間は長かったものの、各人が和解することは少なかった。デーニッツは、収容されている間シュペーアに対して反感を抱き続けていたが、釈放を前にした数日間は特にその頂点に達した。

### アルベルト・シュペーア

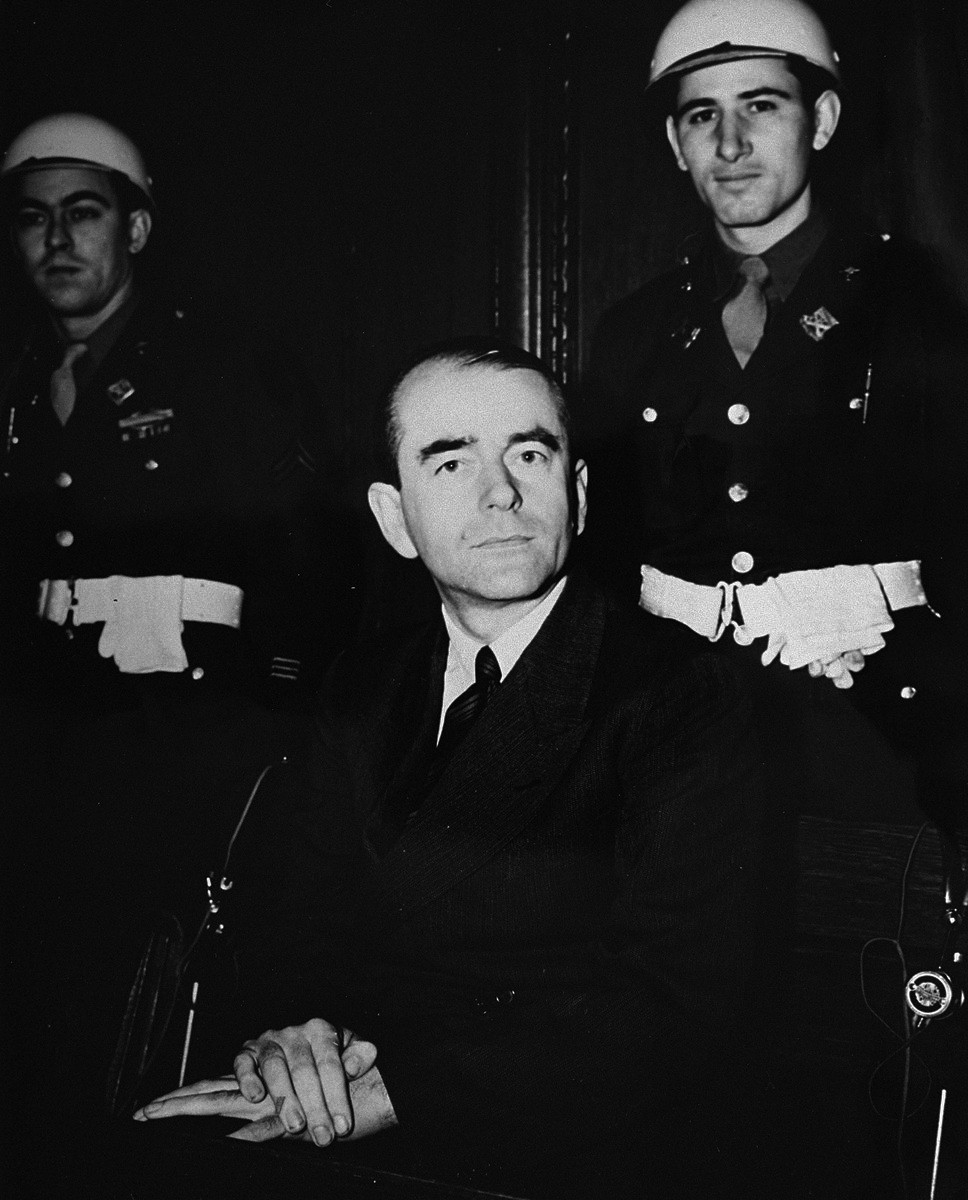
アルベルト・シュペーア

最も熱心な囚人として、自らに厳格に肉体的、精神的作業を課していた。そのため、この日課から数か月おきに自ら2週間の「休暇」を取ることにしていた。書いたものは著作が2つ、回想録の草稿が1つ、日記集が１にものぼった。回想録の執筆を申請したが却下されたため、執筆は秘密裏に行われ、原稿は買収した監視兵や世話人の手で組織的に持ち出された。著書はそれぞれ1969年と1975年に出版され、どちらもベストセラーになった。また、シュペーアは本業だった建築家としても活動した。看守の一人にカリフォルニアの別荘を設計し、また刑務所の庭を改装した。この他にも「世界旅行」を日課としていた。刑務所の図書館から地理と観光の書籍を取り寄せ、旅行を想像しながら刑務所の庭を周回したものであった。釈放までの「世界旅行」における移動距離は3万kmにものぼった。
原稿の秘密裏の持ち出しに一役買ったのは、オランダ出身のトニー・プロースト (Toni Proost) であった。元々は軍需工場で強制労働に駆り出される身であったが、シュペーアの管轄下にある病院で手当てを受け、そこで看護助手になった人物であった。1947年に保健職員として採用され、シュペーアへの感謝の念から、信書を秘密裏に持ち出していた。その後、ソ連からスパイになるよう働きかけを受けると、これを拒否して西側連合国に通報し、辞職した。

### エーリヒ・レーダーとカール・デーニッツ

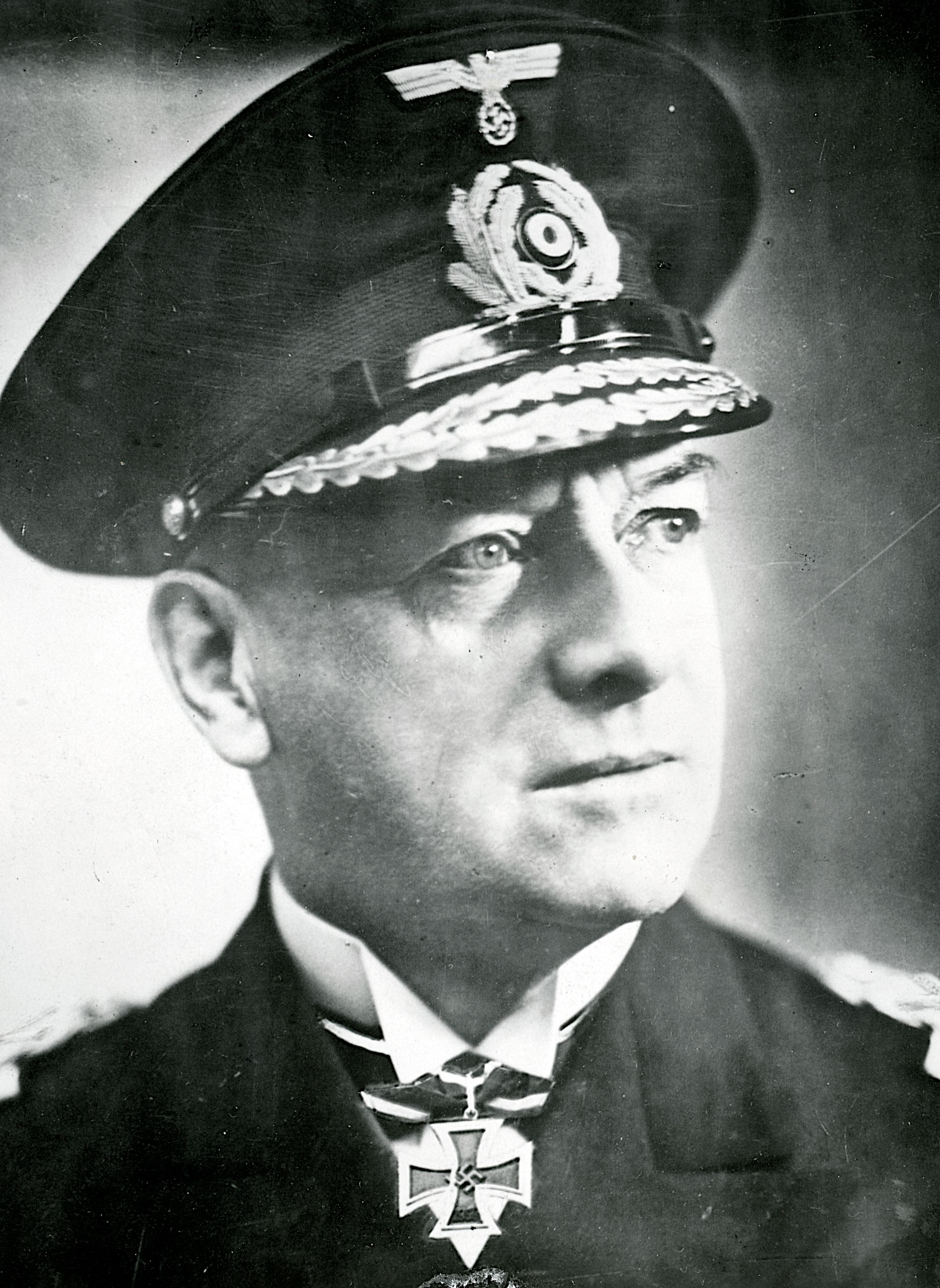
エーリヒ・レーダー

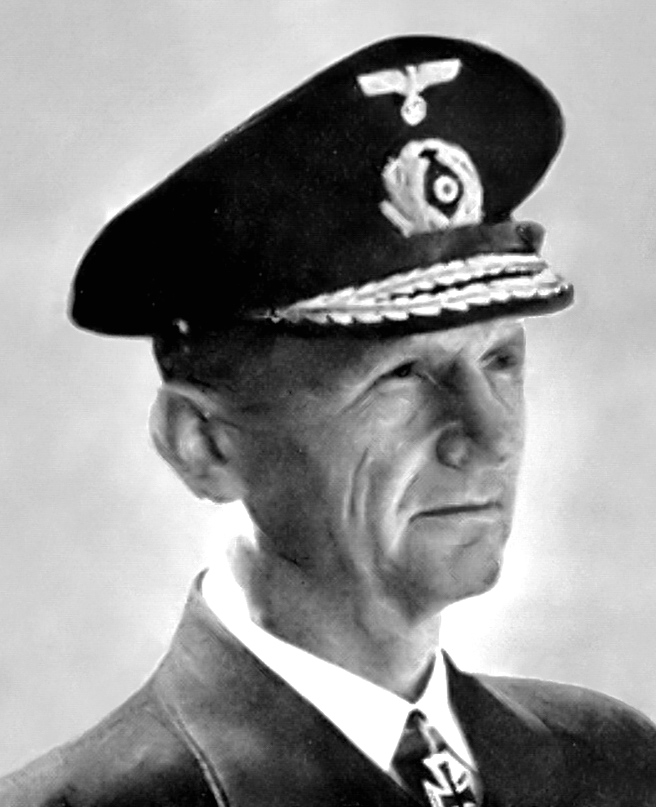
カール・デーニッツ

海軍出身のレーダーとデーニッツは、他の囚人から「提督様方 (die Admiralität)」と呼ばれ、多くの行動を共にした。体系と秩序を重んじるレーダーは刑務所図書館の館長となり、デーニッツは助手を務めた。
この2人は、それぞれ以下の理由で他の囚人とは距離を取っていた。
デーニッツは、10年間を他人（総統アドルフ・ヒトラー）のために捧げてきたため、法的に自分は今でもドイツの国家元首である、と考えていた。
一方、レーダーは、軍人でなかった他の囚人の尊大な態度と規律のなさを軽蔑していた。
なかでもデーニッツは多くの手紙を元副官に書き送ったが、これは刑務所外の世界で自分の名声を守り続けようとしたためであった。妻には釈放前に、刑務所生活から政界に復帰するための支援方法を指示していた。最後までその希望を持ち続けたものの、実行に移されずに終わった。

### ルドルフ・ヘス

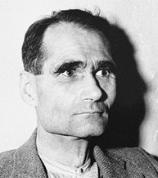
ルドルフ・ヘス

ルドルフ・ヘスは終身刑に処されたが、健康上の理由で釈放されたレーダー、フンク、ノイラートと違って最期まで釈放されなかった。そのため最も長く刑に服した囚人であった。「シュパンダウで一番の怠け者」として、自分の尊厳にふさわしくないと見なしたあらゆる労働、例えば、草むしりを避けた。7人の囚人の日曜日のミサに全くと言っていいほど参加しなかったのは、ヘスだけであった。偏執病的心気症な気質であったため、いつも様々な病気、特に胃痛を訴えた。与えられるあらゆる食物に疑いを持ち、自分の席からもっとも遠いところにある皿を取っていたが、これは毒殺を恐れていたためであった。「苦痛」から昼夜問わずうめき声をあげ、叫んでいた。苦痛は本物なのかと、何度も他の囚人や刑務所長の間で議論になった。レーダー、デーニッツ、シーラッハはヘスの行動を軽蔑の目で見ており、ヘスが叫んでいるのは、本当に痛いからではなく、注目を集めたいか、仕事をさぼる口実だろう、と見ていた。シュペーアとフンクには心身医学の知見があったため、ヘスに歩み寄る姿勢であった。シュペーアがヘスを世話すると、他の囚人からの不平を一身に集めることになった。寒ければ自分のコートを着せてやり、刑務所長や看守がベッドから起きて作業に行くよう説得しようとすれば、擁護したものであった。興味深いことに、ヘスが夜中に苦痛のため叫んで、他の囚人の安眠を妨害すると、刑務所医から「鎮静剤」を注射されることがあった。実はこれはただの注射用蒸留水だったが、この偽薬には効果があり、ヘスは眠りにつくことができた。ヘスはシュペーアに接するときだけは、精神状態は良好で、教養があり、礼儀正しく、いつも口にする心身医学的な反応は忘れさられたようであった。ヘスが仕事をさぼると、他の者がその分働かなければならないにもかかわらず、病気を理由に厚遇を受けていたため、他の囚人から疎まれ、両提督からは「獄中の貴族様 (Seine inhaftierte Lordschaft, 英語からの独訳)」とあだ名された。
ヘスの自慢は、囚人の中で唯一人、20年以上も一切の面会を拒否していることであった。1969年になってやっと、妻と既に成人した息子に面会することを受け入れた。突発性潰瘍のため、刑務所外の病院で手当てを受ける必要があった時である。ヘスが唯一の囚人となると、全刑務所長はヘスの精神状態を憂慮して、全員一致でほとんどの規則を緩和することとした。こうして以前は礼拝堂であった広い房に移ることが許され、いつでもお茶やコーヒーを飲めるように電気湯沸かし器が与えられた。房は施錠されず、洗濯室や図書館に自由に出入りできるようになった。
ヘスは服役中に電気コードで首を吊って死去した。しかし家族は死因について、2回の解剖の結果と矛盾する点があるとして、疑いを持っている。これらもろもろは、しまいにはナチズムへの明らかな信仰告白とされ、ヘスはネオナチに殉教者に祭り上げられることになった。そのためヘスの死去した日には、毎年この種のグループが集会を開催している。

## その他
有名なSS将校オットー・スコルツェニーは、1943年にベニート・ムッソリーニの救出作戦に加わった人物であるが、1953年にインタビューで、信頼のおける100人の部下とヘリコプター2機で簡単に救出できる、と答えた。これは、囚人を法的手順を踏んで早期釈放しようとしていた運動に大打撃を与えた。囚人には今なお価値があり、釈放はネオナチを勢いづかせることになると、見せつけるものであったためである。
アメリカ軍将校ユージン・バードは 1947年にシュパンダウ戦犯刑務所で監視兵の長となり、1964年から1972年までアメリカ軍の刑務所司令官であった。1972年にルドルフ・ヘスと一緒に、ヘスについての本を執筆した。これは規則違反であったため、バードは間もなく解任された。1987年にヘスが死去すると、死因を自殺とする公式発表に疑念を示す人々の筆頭となった。

写真集
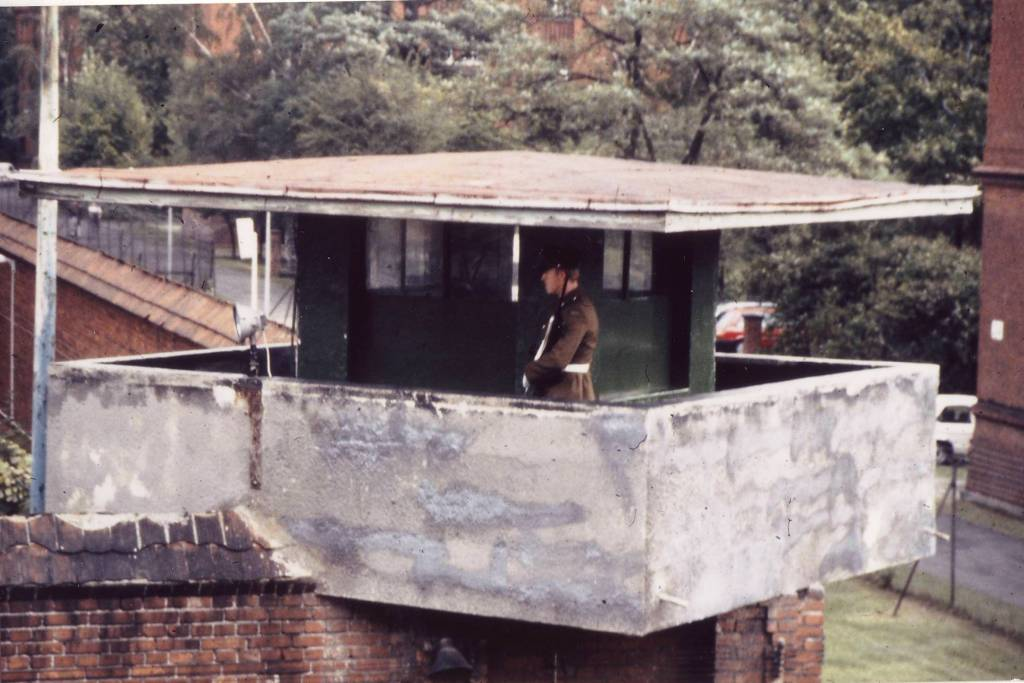
監視塔
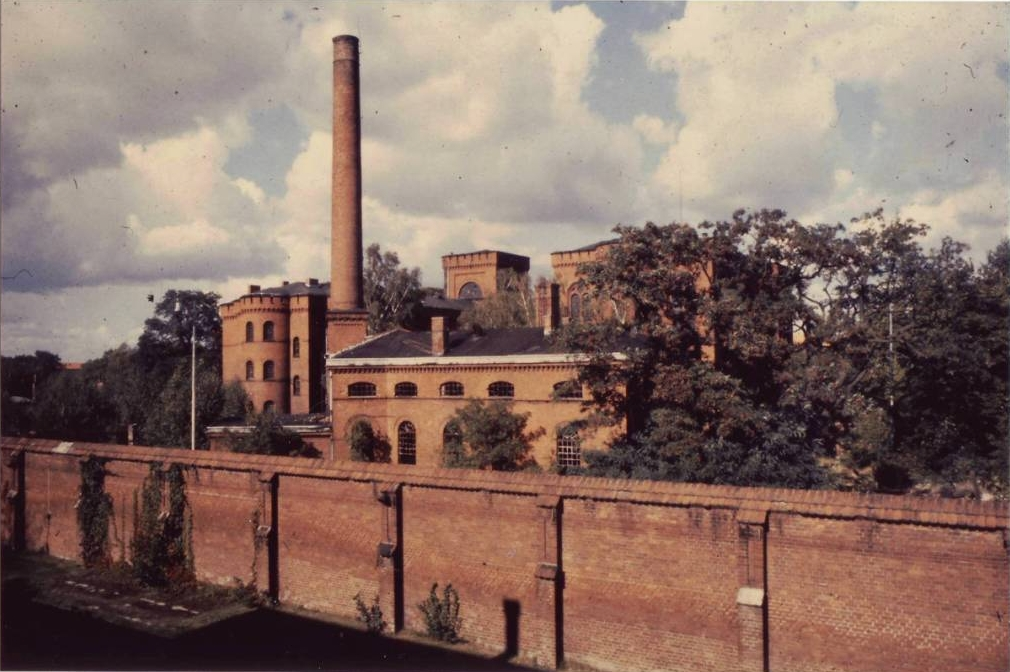
Smuts Barracksからの眺望
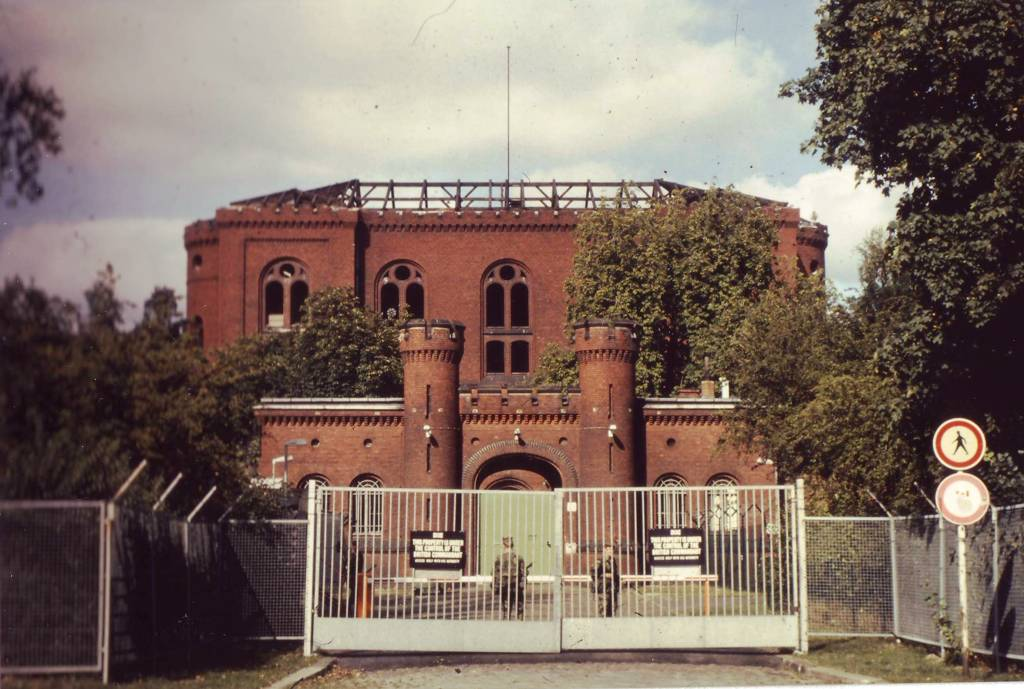
解体直前
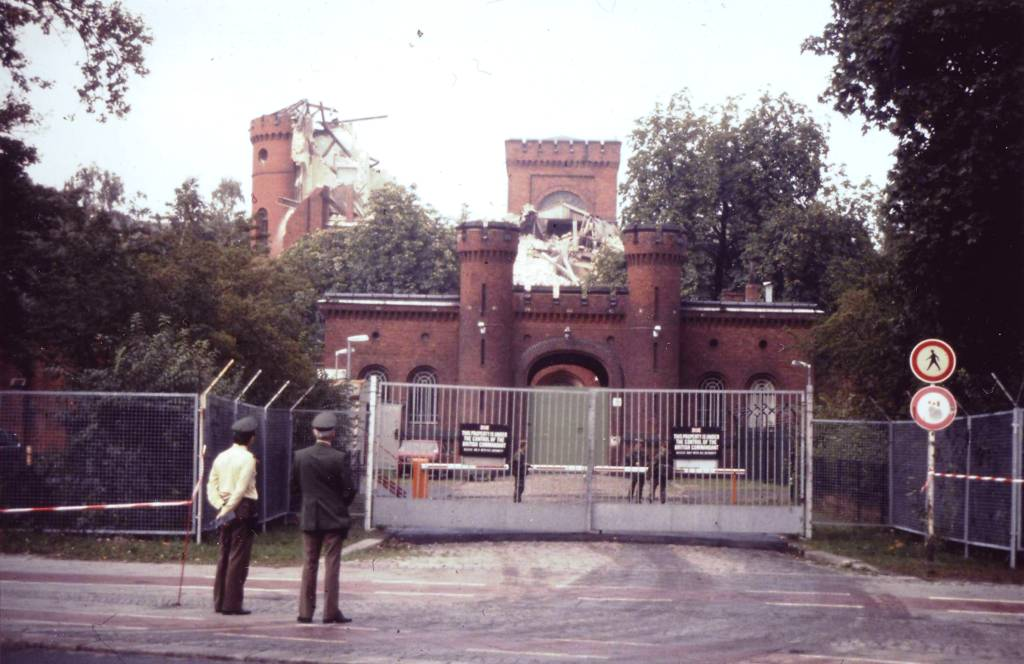
解体中
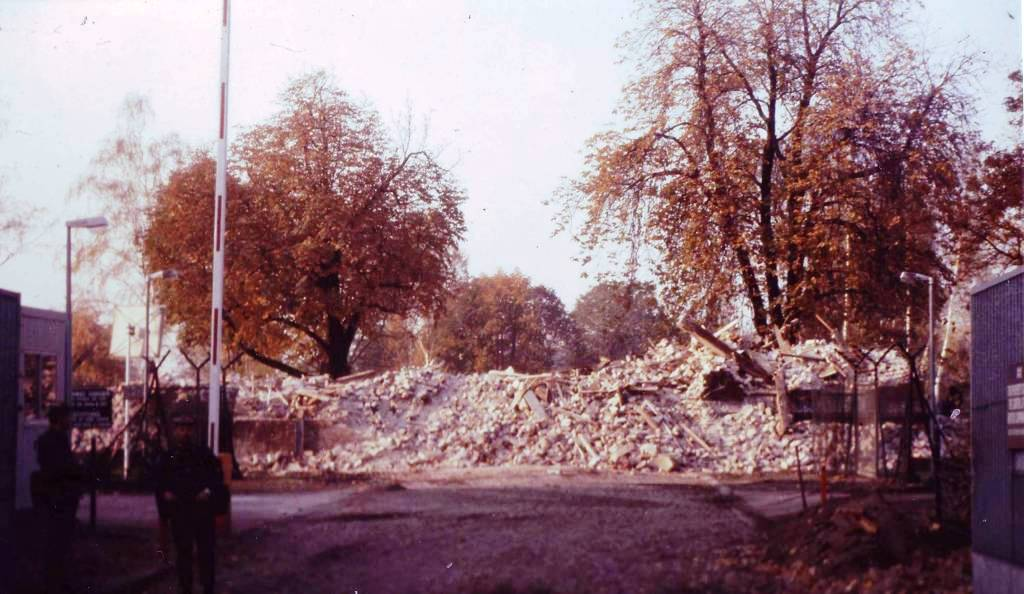
解体後
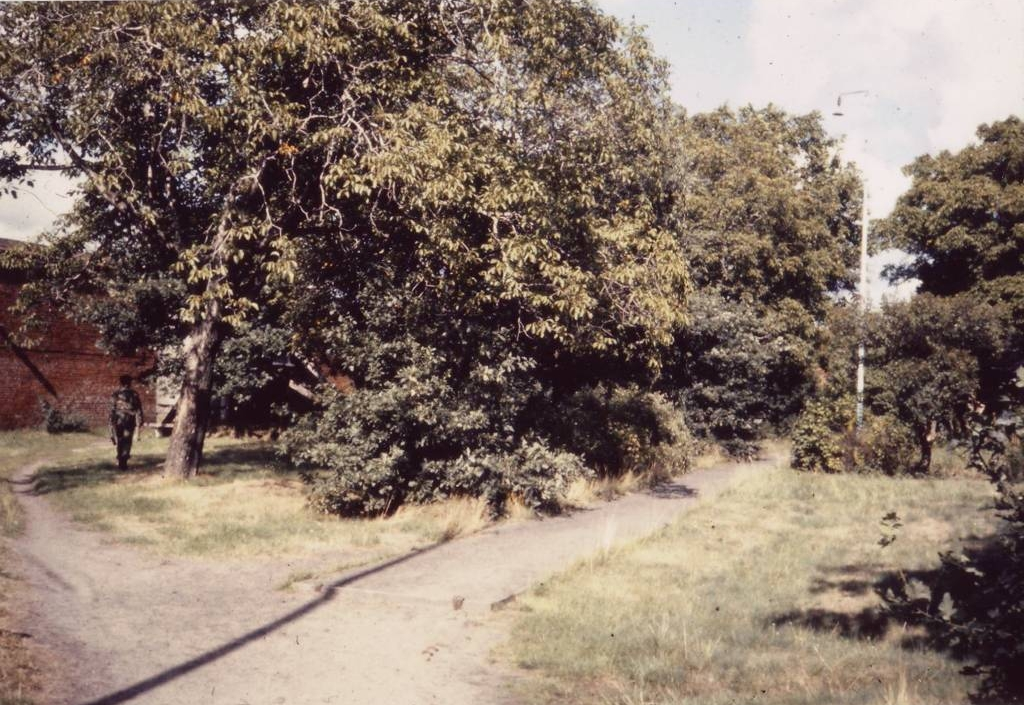
旧庭園

## 映画
- 『ヒトラーの建築家 アルベルト・シュペーア（ドイツ語版）』ハインリヒ・ブレレーア（ドイツ語版）によるシリーズ。第三部「シュパンダウ – 罰 (Spandau – Die Strafe)」では刑務所内の様子が生々しく描かれている。
- 『ワイルド・ギースII』（1985年、アメリカ、アクション映画）ヘスのシュパンダウ刑務所からの傭兵による脱獄を描いている。ヘスを演じたのはローレンス・オリヴィエである。
- 『インサイド・アウト（英語版）』（1975年、英米合作）ナチスの金塊のありかを掴もうと、テリー・サバラスとジェームズ・メイソンがヘスの刑務所からの救出を試みる。